# Giovanni Vailati
Giovanni Vailati (Crema, 24 de abril de 1863 — Roma, 14 de maio de 1909) foi um filósofo, engenheiro, historiador da ciência e pesquisador dos fenómenos espíritas italiano.

## Biografia
Graduou-se em engenharia na Universidade de Turim, onde, após ter trabalhado como assistente de Giuseppe Peano e Vito Volterra, veio a lecionar história da mecânica entre 1896 e 1899. Renunciou ao cargo académico em 1899 para poder prosseguir os seus estudos de modo independente, tendo então se dedicado a ensinar matemática ao nível liceal. Durante a sua vida ficou internacionalmente conhecido, tendo os seus trabalhos sido traduzidos para o inglês, o francês, e polaco, embora tenha vindo a ser esquecido após o seu falecimento. Veio a ser redescoberto ao final da década de 1950. Em vida não publicou nenhuma obra completa, mas deixou aproximadamente 200 ensaios e artigos em revistas, em uma grande variedade de disciplinas acadêmicas.
Foi palestrantes convidado do Congresso Internacional de Matemáticos em Heidelberg (1904: Intorno al significato della differenza tra gl' assiomi ed i postulati nella geometria greca) e Roma (1908).